# Lavernoy
 Lavernoy  es una población y comuna francesa, en la región de Champaña-Ardenas, departamento de Alto Marne, en el distrito de Langres y cantón de Terre-Natale.

## Demografía
| 146 | 132 | 131 | 114 | 101 | 78 |
| Para los censos de 1962 a 1999 la población legal corresponde a la población sin duplicidades (Fuente: INSEE [Consultar]) |     |     |     |     |    |